# Livada Mică (okręg Buzău)
Livada Mică – wieś w Rumunii, w okręgu Buzău, w gminie Grebănu. W 2011 roku liczyła 163 mieszkańców.